# Lijst van voetbalinterlands Koeweit - Noorwegen
Deze lijst van voetbalinterlands is een overzicht van alle officiële voetbalwedstrijden tussen de nationale teams van Koeweit en Noorwegen. De landen speelden tot op heden drie keer tegen elkaar. De eerste ontmoeting, een vriendschappelijke wedstrijd, werd gespeeld in Koeweit op 13 november 1982. Het laatste duel, eveneens een vriendschappelijke wedstrijd, vond plaats op 22 januari 2005 in de Koeweitse hoofdstad.

## Wedstrijden
| № | Plaats  | Datum            | Competitie        | Wedstrijd           | Uitslag |
| - | ------- | ---------------- | ----------------- | ------------------- | ------- |
| 1 | Koeweit | 13 november 1982 | Vriendschappelijk | Koeweit – Noorwegen | 1 – 0   |
| 2 | Koeweit | 25 oktober 1989  | Vriendschappelijk | Koeweit – Noorwegen | 2 – 2   |
| 3 | Koeweit | 22 januari 2005  | Vriendschappelijk | Koeweit – Noorwegen | 1 – 1   |

## Samenvatting
| Competitie        | Totaal gespeeld | Winst Koeweit | Gelijk | Winst Noorwegen | Doelsaldo Koeweit – Noorwegen |
| ----------------- | --------------- | ------------- | ------ | --------------- | ----------------------------- |
| Vriendschappelijk | 3               | 1             | 2      | 0               | 4 – 3                         |
| Totaal            | 3               | 1             | 2      | 0               | 4 – 3                         |

## Details

### Derde ontmoeting
| Vriendschappelijk (Koeweit-Stad, Koeweit, 22 januari 2005): |              | |
| Koeweit | 1 – 1        | Noorwegen |
| Basher Abdul-Aziz 27' | goals        | 49' Raymond Kvisvik |
| Mohammed Ibrahem | bondscoach   | Åge Hareide |
| Khalid Al-Fadhli Khaled Al-Shammari Ali Asel Youssef Zayed Waleed Jumah 59' Ahmad Al-Shammari Nawaf Al-Mutairi 59' Nohair Al-Shammari 89' Abdulrahman Al-Dawood 90' Faraj Saeid 59' Basher Abdul-Aziz 90' | opstellingen | Espen Johnsen 77' Jon Inge Høiland Christer Basma Ragnvald Soma Jarl André Storbæk 77' Øyvind Storflor Ardian Gashi Petter Rudi 64' Raymond Kvisvik 46' Bengt Sæternes Ole Martin Årst |
| Mohammad Al-Khamis 59' Mohammed Kamal 59' Husain Al-Shammari 59' Nawaf Al-Shuwaye 89' Fahad Al-Hamad 90' Nawaf Al-Humaidan 90'                                                                            | wissels      | 46' Lars Iver Strand 64' Thomas Holm 77' Roger Risholt 77' Frode Kippe |
| | gele kaarten | 83' Ragnvald Soma |
| - Debuut van Jarl André Storbæk, Øyvind Storflor, Roger Risholt en Lars Iver Strand voor Noorwegen. |              | |

KFA · A-internationals · Bondscoaches · Statistieken · Koeweits vrouwenelftal · Koeweit U21 · Koeweit U20 · Koeweit U19 · Koeweit U18 · Koeweit U17
1960 – 1969 · 
1970 – 1979 · 
1980 – 1989 · 
1990 – 1999 · 
2000 – 2009 · 
2010 – 2019 ·
2020 − 2029
WK 1982
OS 1980 ·
OS 1992 ·
OS 2000
1961 · 
1962 · 
1963 · 
1964 · 
1965 · 
1966 · 
1967 · 
1968 · 
1969 · 
1970 · 
1971 · 
1972 · 
1973 · 
1974 · 
1975 · 
1976 · 
1977 · 
1978 · 
1979 · 
1980 · 
1981 · 
1982 · 
1983 · 
1984 · 
1985 · 
1986 · 
1987 · 
1988 · 
1989 · 
1990 · 
1991 · 
1992 · 
1993 · 
1994 · 
1995 · 
1996 · 
1997 · 
1998 · 
1999 · 
2000 · 
2001 · 
2002 · 
2003 · 
2004 · 
2005 · 
2006 · 
2007 · 
2008 · 
2009 · 
2010 · 
2011 · 
2012 · 
2013 ·
2014 ·
2015 ·
2016 ·
2017 ·
2018 ·
2019 ·
2020 ·
2021 ·
2022
Afghanistan ·
Algerije ·
Armenië ·
Australië ·
Azerbeidzjan ·
Bahrein ·
Bangladesh ·
Bhutan ·
Bosnië en Herzegovina ·
Bulgarije ·
Cambodja ·
China ·
Colombia · 
Cyprus ·
DDR ·
Duitsland ·
Ecuador ·
Egypte ·
Engeland ·
Filipijnen ·
Finland ·
Frankrijk ·
Hongarije · 
Hongkong ·
IJsland ·
India ·
Indonesië ·
Irak ·
Iran ·
Ivoorkust ·
Japan ·
Jemen ·
Jordanië ·
Kameroen ·
Kazachstan ·
Kenia ·
Kirgizië ·
Laos ·
Letland ·
Libanon ·
Libië ·
Litouwen ·
Macau ·
Maleisië ·
Mali ·
Malta ·
Marokko ·
Mongolië ·
Myanmar ·
Nepal ·
Nieuw-Zeeland ·
Noord-Korea ·
Noorwegen ·
Oeganda ·
Oezbekistan ·
Oman ·
Pakistan ·
Palestina ·
Polen ·
Portugal ·
Qatar ·
Saoedi-Arabië ·
Singapore ·
Slowakije ·
Soedan ·
Sovjet-Unie ·
Syrië ·
Tadzjikistan ·
Taiwan ·
Thailand ·
Trinidad en Tobago ·
Tsjechië ·
Tsjecho-Slowakije ·
Tunesië ·
Turkmenistan ·
Verenigde Arabische Emiraten ·
Verenigde Staten ·
Vietnam ·
Wales ·
Zambia ·
Zimbabwe ·
Zuid-Korea ·
Zuid-Vietnam
Engeland (1982) · 
Frankrijk (1982) · 
Tsjecho-Slowakije (1982)
NFF · A-internationals · Selecties · Bondscoaches · Noors vrouwenelftal · Olympisch elftal · Noorwegen U21 · Noorwegen U20 · Noorwegen U19 · Noorwegen U18 · Noorwegen U17 · Noorwegen U16 · Vrouwen U17
1908 – 1919 ·
1920 – 1929 ·
1930 – 1939 ·
1940 – 1949 ·
1950 – 1959 ·
1960 – 1969 ·
1970 – 1979 ·
1980 – 1989 ·
1990 – 1999 ·
2000 – 2009 ·
2010 – 2019 ·
2020 − 2029
EK 2000
WK 1938 ·
WK 1994 ·
WK 1998
OS 1912 · 
OS 1920 · 
OS 1936 · 
OS 1952 · 
OS 1984
1908 ·
1909 ·
1910 ·
1911 ·
1912 · 
1913 · 
1914 · 
1915 · 
1916 · 
1917 · 
1918 · 
1919 · 
1920 · 
1921 · 
1922 · 
1923 · 
1924 · 
1925 · 
1926 · 
1927 · 
1928 · 
1929 · 
1930 · 
1931 · 
1932 · 
1933 · 
1934 · 
1935 · 
1936 · 
1937 · 
1938 · 
1939 · 
1940 – 1944 · 
1945 · 
1946 · 
1947 · 
1948 · 
1949 · 
1950 · 
1952 · 
1952 · 
1953 · 
1954 · 
1955 · 
1956 · 
1957 · 
1958 · 
1959 · 
1960 · 
1961 · 
1962 · 
1963 · 
1964 · 
1965 · 
1966 · 
1967 · 
1968 · 
1969 · 
1970 · 
1971 · 
1972 · 
1973 · 
1974 · 
1975 · 
1976 · 
1977 · 
1978 · 
1979 · 
1980 · 
1981 · 
1982 · 
1983 · 
1984 · 
1985 · 
1986 · 
1987 · 
1988 · 
1989 · 
1990 ·
1991 · 
1992 · 
1993 · 
1994 · 
1995 · 
1996 · 
1997 · 
1998 · 
1999 · 
2000 · 
2001 · 
2002 · 
2003 · 
2004 · 
2005 · 
2006 · 
2007 · 
2008 · 
2009 · 
2010 · 
2011 · 
2012 · 
2013 · 
2014 · 
2015 · 
2016 · 
2017 · 
2018 ·
2019 ·
2020 ·
2021 ·
2022 ·
2023 ·
2024
Albanië ·
Argentinië ·
Armenië ·
Australië ·
Azerbeidzjan ·
Bahrein ·
België ·
Bermuda ·
Bosnië en Herzegovina ·
Brazilië ·
Bulgarije ·
China ·
Colombia ·
Costa Rica ·
Cyprus ·
Denemarken ·
DDR ·
Duitsland ·
Egypte ·
Engeland ·
Estland ·
Faeröer ·
Finland ·
Frankrijk ·
Georgië ·
Ghana ·
Gibraltar ·
Grenada ·
Griekenland ·
Guatemala ·
Honduras ·
Hongarije ·
Hongkong ·
Ierland ·
IJsland ·
Israël ·
Italië ·
Jamaica ·
Japan ·
Joegoslavië ·
Jordanië ·
Kameroen ·
Kazachstan ·
Koeweit ·
Kosovo ·
Kroatië ·
Letland ·
Litouwen ·
Luxemburg ·
Malta ·
Marokko ·
Mexico ·
Moldavië ·
Montenegro ·
Nederland ·
Nieuw-Zeeland ·
Nigeria ·
Noord-Ierland ·
Noord-Korea ·
Noord-Macedonië ·
Oekraïne ·
Oman ·
Oostenrijk ·
Panama ·
Paraguay ·
Polen ·
Portugal ·
Qatar ·
Roemenië ·
Rusland ·
Saarland ·
San Marino ·
Saoedi-Arabië ·
Schotland ·
Senegal ·
Servië ·
Servië en Montenegro ·
Singapore ·
Slovenië ·
Slowakije ·
Sovjet-Unie ·
Spanje ·
Thailand ·
Trinidad en Tobago ·
Tsjechië ·
Tsjecho-Slowakije ·
Tunesië ·
Turkije ·
Uruguay ·
Verenigde Arabische Emiraten ·
Verenigde Staten ·
Verenigd Koninkrijk ·
Wales ·
Wit-Rusland ·
Zuid-Afrika ·
Zuid-Korea ·
Zweden ·
Zwitserland